# Орозалиев, Айбек Кубанычбекович
Айбек Кубанычбекович Орозалиев (12 апреля 1984) — киргизский футболист, полузащитник. Выступал за сборную Кыргызстана.

## Биография

### Клубная карьера
В начале карьеры играл за бишкекский «Эркин-Фарм»/«Динамо», в 2001—2002 годах провёл 31 матч и забил три гола в высшей лиге Кыргызстана. Затем несколько сезонов не выступал в высшей лиге.
В 2005 году присоединился к команде «Шер» (Бишкек), с которой в том сезоне играл в первой лиге, а с 2006 года — в высшей. В 2007 году занял третье место в споре бомбардиров чемпионата с 17 голами, а всего за пять сезонов в высшей лиге в составе «Шера» забил 35 голов.
В 2011 году выступал за «Нефтчи» (Кочкор-Ата), с которым стал серебряным призёром чемпионата и участвовал в матчах Кубка президента АФК. В 2012 году перешёл в «Алгу», с которой в первом сезоне тоже завоевал серебро, затем несколько лет выступал преимущественно за второй состав «Алги».
Одновременно выступал в соревнованиях по мини-футболу. В сезоне 2011/12 играл за команду «Налоговик». В сезоне 2012/13 выступал в составе «Дордоя» в открытом чемпионате Казахстана.
После окончания профессиональной карьеры выступал за команду Государственного таможенного комитета КР в соревнованиях по футболу и мини-футболу.

### Карьера в сборной
В национальной сборной Кыргызстана дебютировал 25 июля 2009 года в товарищеском матче против Китая, заменив на 69-й минуте Ильдара Амирова. Свой второй и последний матч сыграл 28 июля 2011 года против Узбекистана.